# West Orchard
West Orchard è un villaggio e parrocchia civile dell'Inghilterra, appartenente alla contea del Dorset.